# Iván Merlo
Iván Merlo (Córdoba, 10 agosto 1970) è un ex rugbista a 15, imprenditore e procuratore sportivo argentino; in carriera attivo nel ruolo di tre quarti centro e due volte internazionale per l'Argentina, con la quale vinse l'edizione 1993 del campionato sudamericano di rugby.

## Biografia
Merlo nasce a Córdoba, in Argentina, da genitori con origini italiane. Fratello di Matías, anch'egli ex rugbista di Udine e Feltre in Italia e cantautore, si avvicina al rugby da bambino, all'età di quattro anni, vestendo per la prima volta la maglia della prima squadra del Palermo Bajo dell'Unión Cordobesa de Rugby all'età di 17 anni.
Nel 1995 viene selezionato per rappresentare la provincia di Córdoba nel Campionato argentino di rugby a 15, aggiudicandosi il primo titolo nella storia della Federazione cordobesa e siglando una meta
nella finale vinta contro l'URBA. Viene selezionato anche nei due anni successivi, alzando il trofeo in entrambe le occasioni nel 1996 e nel 1997.
Nel 1993 viene convocato nella Nazionale argentina, esordendo nel campionato sudamericano di rugby il 2 ottobre a San Paolo contro il Brasile. La partita termina 3-114 per i Pumas e, Merlo, subentrato dalla panchina, è autore di una meta. L'11 ottobre è nella formazione titolare che affronta il Cile a Buenos Aires: il match si conclude 70-7 per l'Argentina e Merlo marca un'altra meta. L'Argentina si aggiudicherà la competizione con quattro vittorie su quattro incontri disputati.
Nel 1997 arriva in Europa, ingaggiato dal Viadana per la stagione 1997-98. L'anno successivo firma un contratto di due stagioni con il club francese La Rochelle militante in Élite 1, collezionando 19 presenze in massima divisione.
Nell'estate del 2000, fa ritorno in Italia all'Amat. & Calvisano, raggiungendo la finale scudetto di Serie A1 contro la Benetton. Il 2 giugno 2001, a Bologna, i calvini abdicano per 13-33, nonostante due mete di Merlo negli ultimi dieci minuti di gioco, che rendono soltanto meno pesante il passivo.
Dal 2001 al 2007 continua l'attività agonistica, giocando nelle serie minori del campionato italiano con le maglie di: Mirano, Veneziamestre da capitano, Silea e Montebelluna.
Parallelamente coltiva una piccola attività imprenditoriale, titolare di Rugby Planet, una società di servizi sportivi: abbigliamento, rappresentanza dei giocatori e sponsorizzazioni, con sede a Treviso, e procuratore sportivo di diversi giocatori italo-argentini, tra i quali Ramiro Pez e Julio García.
Rugby Planet sponsorizzava otto giocatori della Nazionale italiana e ne rappresenta due: Luciano Orquera di Córdoba e Martín Castrogiovanni di Entre Ríos
La sua immagine, insieme a quella di Sebastián Irazoqui, è impressa sul francobollo distribuito nel 1999 in occasione del centenario dell'Unión Argentina de Rugby.

## Palmarès

### Club
- Campionati argentini: 3
Córdoba: 1995, 1996, 1997

### Internazionale
- Campionati sudamericani: 1
Argentina: 1993